# Hominy
Pour la ville, voir Hominy (Oklahoma).

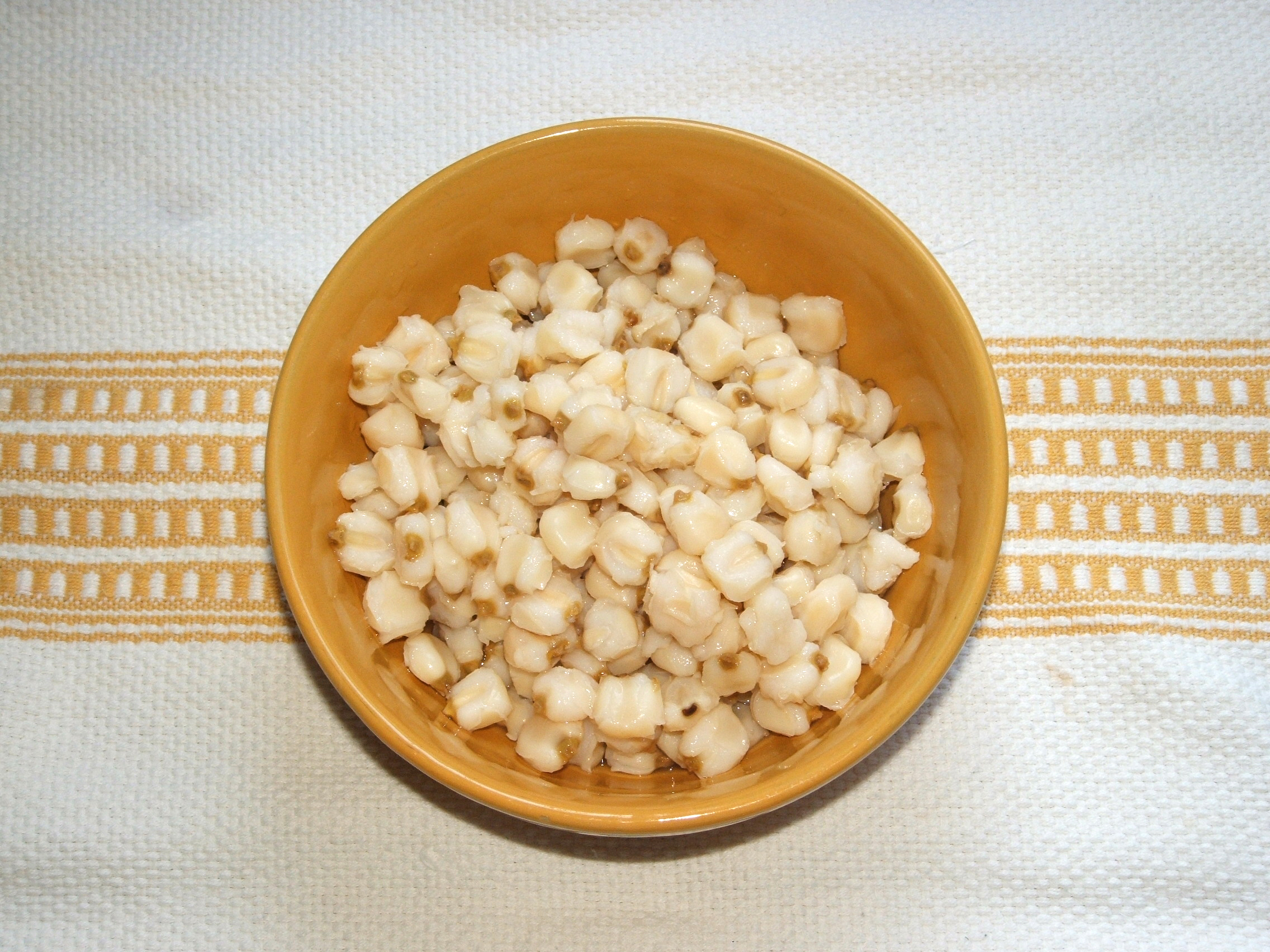
Hominy.

L’hominy ou nixtamal est un mets amérindien composé de grains de maïs séchés, puis traités à l'aide d'une solution alcaline (lessi). Ce traitement, appelé nixtamalisation, permet entre autres d'émonder les grains, ainsi que de les rendre plus digestes.

## Histoire
La première mention de nixtamalisation a été retrouvée dans la région de l'actuel Guatemala et a été datée vers 1 500–1 200 ans av. J.-C.

## Mode de préparation

### Aux États-Unis et au Mexique
La version traditionnelle américaine consiste à faire tremper les grains dans un lessi (hydroxyde de sodium ou de potassium en solution, originellement obtenu à partir de cendres de bois), avant de retirer leur enveloppe.
Les recettes mexicaines décrivent un mode de préparation comprenant d'abord une cuisson dans de l'eau de chaux (hydroxyde de calcium).
Dans les deux cas, le procédé est nommé « nixtamalisation ». 
Le germe et l'enveloppe des grains étant retirés, les céréales sont plus faciles à mastiquer, plus digestes et plus aisées à préparer.

### Intérêt de la nixtamalisation
Ce procédé apporte plusieurs avantages nutritionnels au maïs brut. Il rend plus facilement assimilable, entre autres, la niacine (et possiblement d'autres vitamines du complexe B). Il augmente aussi la disponibilité des acides aminés et (au moins dans le cas d'un traitement à l'eau de chaux) améliore la teneur en calcium, établissant l'équilibre alimentaire avec le phosphore, en excès dans le maïs.

### Dans le commerce
L’hominy est disponible dans le commerce, en boîtes de conserves ; il exhale alors une odeur forte très caractéristique.

## Utilisation
Plusieurs cultures autochtones d'Amérique préparent l’hominy et l'intègrent dans leur régime alimentaire. Les Cherokees, par exemple, préparent une bouillie en trempant le maïs dans du lessi et en le battant avec un kanona (battoir à maïs). 
Cette bouillie sert à préparer une soupe traditionnelle à l’hominy (qu'ils nomment Gv-No-He-Nv A-Ma-Gi-i), une soupe fermentée (Gv-Wi Si-Da A-Ma-Gi-i), mais aussi un pain de maïs et des beignets (Di-Gu-Nv-i). Ils font également frire l’hominy avec du bacon et des oignons verts.
Quelques mets à base d'hominy : 
- menudo (tripes épicées et soupe à l’hominy) ;
- pozole (une bouillie d’hominy au porc, poulet, crevettes ou d'autres viandes) ;
- pain d’hominy ;
- chili con hominy ;
- ragoûts ;
- mets frits.

On peut moudre l’hominy pour en faire du pain, du grits, ou une purée qui servira à faire du masa ou des tamales.
Le rockihominy est un aliment d'expédition populaire au XIXe siècle et au début du XXe, préparé à partir de maïs rôti pour lui donner une couleur brun doré. Ce mets constitue un aliment roboratif, tout comme les carrés d’hominy. 
L’hominy peut aussi servir d'aliment pour le bétail.